# Besart Abdurahimi
Besart Abdurahimi (sinh ngày 31 tháng 7 năm 1990) là một cầu thủ bóng đá người Macedonia.

## Đội tuyển bóng đá quốc gia Macedonia
Besart Abdurahimi thi đấu cho đội tuyển bóng đá quốc gia Macedonia từ năm 2014.

## Thống kê sự nghiệp
| Đội tuyển bóng đá Macedonia | Đội tuyển bóng đá Macedonia | Đội tuyển bóng đá Macedonia |
| Năm                         | Trận                        | Bàn                         |
| --------------------------- | --------------------------- | --------------------------- |
| 2014                        | 5                           | 1                           |
| 2015                        | 6                           | 0                           |
| Tổng cộng                   | 11                          | 1                           |